# Dactylopusia wrangeli
Dactylopusia wrangeli is een eenoogkreeftjessoort uit de familie van de Dactylopusiidae. De wetenschappelijke naam van de soort is voor het eerst geldig gepubliceerd in 1982 door Chislenko.